# Lament (Parsick/Reuter)
lament is een studioalbum van Stephen Parsick en Markus Reuter. Het album kwam tot stand in de maanden juli tot en met september 2010 in de geluidsstudio van Parsick, Cold Furnace genaamd. 

## Musici
- Stephen Parsick – synthesizers, elektronica
- Markus Reuter – strijkinstrumenten en loops

## Muziek
| Nr. | Titel                | Duur  |
| --- | -------------------- | ----- |
| 1.  | weightless particles | 8:30  |
| 2.  | hoarfrost            | 8:55  |
| 3.  | lament               | 3:27  |
| 4.  | and all which is not | 24:13 |
| 5.  | lurk                 | 3:31  |
| 6.  | below ice            | 8:54  |
| 7.  | reign of dust        | 11:22 |